# Jungtürken (Thailand)
Die Jungtürken in Thailand (Thai กลุ่ม ยังเติร์ก, Young Turks) waren zwischen der Mitte der 1970er bis in die 1980er Jahre eine einflussreiche Gruppe von Regiments- und Bataillonskommandeuren, die für mehrere Staatsstreiche verantwortlich zeichnet. Der Name leitet sich von der gleichnamigen Bewegung her, die 1908 im Osmanischen Reich eine Rolle spielte.
Der Kern der Jungtürken hatte an der Chulachomklao-Militärakademie studiert. Die meisten gehörten zum siebten Jahrgang der Offiziersschule, machten ihren Abschluss also 1960. Nach hartem Training waren sie im Vietnamkrieg und zur Aufstandsbekämpfung in Thailand eingesetzt worden. Die Gruppe bildete sich nach dem Zusammenbruch der militärischen Ordnung im Zuge des Abzugs der amerikanischen Soldaten aus Südostasien und während der unruhigen und instabilen demokratischen Phase, die die thailändische Gesellschaft zwischen 1973 und 1976 erlebte.
Im Oktober 1976 fand das Massaker an der Thammasat-Universität in Bangkok statt, bei dem wenigstens 46 Studenten und Zivilisten getötet wurden. Danach ernannte der König den rechtsgerichteten Juristen Thanin Kraivichien zum Regierungschef. Dessen extremer Antikommunismus und Beschneidung von Freiheitsrechten führten allerdings zu einer noch stärkeren Spaltung der Gesellschaft und gaben den kommunistischen Aufständischen zusätzlichen Auftrieb. Die Jungtürken unterstützten General Chalard Hiranyasiri, der im März 1977 einen Putschversuch unternahm, um die unbeliebte Regierung Thanins zu beenden. Der Putsch scheiterte, Chalard wurde hingerichtet und seine Anhänger eingesperrt. Bereits im Oktober des gleichen Jahres führte allerdings die Armeeführung einen erfolgreichen Staatsstreich durch und General Kriangsak Chomanan wurde Premierminister.
Die Jungtürken spielten dann innerhalb der gespaltenen Armeeführung das Zünglein an der Waage. So musste General Kriangsak 1980 den Weg für General Prem Tinsulanonda freimachen, nachdem ihm die Jungtürken die Gefolgschaft versagt hatten. Nachdem sie die politische Führung der politischen Schwäche bezichtigt hatten, versuchten sie am 1. April 1981 einen Putsch (daher englisch auch: April Fool’s coup, „Aprilscherz-Putsch“). Sie hofften, dass Prem sich ihnen anschließen würde. Dieser zog sich gemeinsam mit der königlichen Familie nach Nakhon Ratchasima zurück. Die fehlende Unterstützung von König Bhumibol Adulyadej und General Prem für die Jungtürken ließ deren Vorhaben aussichtslos erscheinen, und innerhalb von wenigen Tagen gaben sie auf. Die meisten Angehörigen der Jungtürken wurden aus der Armee gestoßen oder in andere Stellen versetzt. Doch konnten einige bei einem fehlgeschlagenen Staatsstreich im September 1985 wieder in Aktion treten.
Die Jungtürken repräsentierten eine vielfältige Mischung von Eigennutz und politischem Interesse, das sich aber darin erschöpfte, die Degeneration des politischen Systems nur auf die Zivilisten und Geschäftsleute zurückzuführen.

## Bekannte Mitglieder
- GenMaj Chamlong Srimuang, später Gouverneur von Bangkok (1985–92), Vorsitzender der Palang-Dharma-Partei (1988–92), Co-Führer der Volksallianz für Demokratie (auch Gelbehemden genannt) (seit 2006)
- GenMaj Manoonkrit Roopkachorn, später Senatspräsident (2002–04)
- Gen Pallop Pinmanee, später Senator, Vizedirektor des Kommandos für Operationen der Inneren Sicherheit (ISOC), Verantwortlicher für die Bekämpfung der Rebellen im Konflikt in Südthailand
- GenMaj Sanan Kachornprasart, später Generalsekretär der Demokratischen Partei (1988–2000), Innenminister (1994–95, 1997–2000), Vizepremier (1990, 1998–2000, 2008–11)